# NGC 57
Az NGC 57 egy elliptikus galaxis a Pisces (Halak) csillagképben.

## Felfedezése
A galaxist 1784. október 8-án fedezte fel William Herschel.

## Tudományos adatok
A galaxis 5440 km/s sebességgel távolodik tőlünk.